# Аня Шовагович-Деспот
Аня Шовагович-Деспот (хорв. Anja Šovagović-Despot; нар. 25 березня 1963, Загреб, СФР Югославія) — хорватська акторка театру і кіно.

## Біографія
Аня Шовагович народилась 1963 року в родині одного з найвідоміших акторів Хорватії Фабіяна Шоваговича. З раннього віку мріяла стати акторкою. Після закінчення школи навчалась у Академії драматичного мистецтва в Загребі. 1981 року разом з режисером Крешиміром Доленчичем заснувала театральну групу «Ліфт». Через два роки приєдналась до Златка Вітеза та його театральної компанії під назвою «Histrion». 1986 року остаточно осіла в Міському драматичному театрі Гавелла.

## Особисте життя
Шовагович-Деспот є дочкою актора Фабіяна Шоваговича. Одружена з актором Драганом Деспотом. У подружжя двоє дітей. Є прихильницею Хорватського демократичного союзу.

## Вибрана фільмографія
- «Стела» (1990)
- «Polagana predaja» (2001)
- «Ispod crte» (2003)
- «Що записала Іва» (2005)
- «За склом» (2008)
- «Kotlovina» (2011)